# بول ماكغيليون
بول ماكغيليون (بالإنجليزية: Paul McGillion) هو ممثل بريطاني وكندي، ولد في 5 يناير 1969 في المملكة المتحدة. بدأ مشواره المهني سنة 1995.

## أعمال

### أفلام
- (2009) ستار تريك[4][5][6]
- (2015) أرض الغد[7]
- (2015)  الهدف المؤثر
- (2016) المهمة[8]
- (2018) شمس منتصف الليل

### مسلسلات
- ستارغيت أتلانتس
- كان ياما كان

## وصلات خارجية
- بول ماكغيليون على موقع IMDb (الإنجليزية)
- بول ماكغيليون على موقع روتن توميتوز (الإنجليزية)
- بول ماكغيليون على موقع ألو سيني (الفرنسية)
- بول ماكغيليون على موقع أول موفي (الإنجليزية)
- بول ماكغيليون على موقع إن إن دي بي (الإنجليزية)
- بول ماكغيليون على موقع قاعدة بيانات الفيلم (الإنجليزية)
- بول ماكغيليون على موقع كينوبويسك (الروسية)